# Musikjahr 1428
Liste der Musikjahre

◄◄ | ◄ | 1424 | 1425 | 1426 | 1427 | Musikjahr 1428 | 1429 | 1430 | 1431

Weitere Ereignisse
Dieser Artikel behandelt das Musikjahr 1428.

## Ereignisse

### Heiliges Römisches Reich

#### Herzogtum Mailand
- Der Augustinermönch und Komponist Beltrame Feragut ist vom 1. Juli 1425 bis Ende Mai 1430 am Dom zu Mailand als tenorista tätig. Bis 1428 wird er als „Dominus“ bezeichnet, von 1429 bis 1430 als „Presbiter“.[1][2][3]

#### Herzogtum Österreich
- Der deutsche Benediktiner, Theologe, Prediger und Musiktheoretiker Johannes Keck, der sich 1426 an der Universität Wien immatrikuliert hat, macht 1428 seinen Magister artium.[4]

#### Hochstift Cambrai
- In Cambrai, das im späten 12. und 13. Jahrhundert ein Zentrum der Trouvère-Musik war, finden 1366, 1427, 1428, 1435, 1436 und 1437 jährliche Minnesängerschulen statt.[5]

#### Hochstift Lüttich
- Der Komponist Johannes Brassart, der seit 1426 wieder für die Kollegiatkirche St-Jean-l’Évangéliste in Lüttich tätig ist, dient ab 1428 auch als Succentor an der Kathedrale St. Lambert.[6][7]

#### Kurpfalz
- Der deutscher Theologe und Musiktheoretiker Konrad von Zabern, der sich wahrscheinlich 1425/26 an der Artistenfakultät der Universität Heidelberg immatrikuliert hat und 1426 seinen Bachelor gemacht hat, erhält 1428 sein Lizentiat. Wann er in Heidelberg das Amt des Universitätspredigers übernommen hat, ist unbekannt.[8][9]

### Herzogtum Burgund
- Der Komponist Pierre Fontaine, der seit 30. März 1420 Mitglied der päpstlichen Kapelle Martins V. in Rom war, kehrt zwischen 1428 und 1430 an den burgundischen Hof zurück und ist dort für zwanzig Jahre als Sänger in der Kapelle von Herzog Philipp dem Guten tätig.[10]
- Der Komponist Jacobus Vide, der seit Dezember 1423 Kammerdiener (valet de chambre) des burgundischen Herzogs Philipp III. ist, wird 1428 als Sekretär bezeichnet. Seit 1426 unterrichtet er auch einige der Chorknaben und erhält 1428 „eine kleine Orgel im Wert von 22 Gulden, die wohl für die Kapelle bestimmt war“.[11][12]

#### Herzogtum Hennegau
- Der Komponist Cameracy (wahrscheinlich handelt es sich um Henry de Cambrai) ist zwischen 1415 und 1428 in Soignies tätig.[13]

### Italienische Staaten

#### Ferrara
- Der Arzt und Musiktheoretiker Giorgio Anselmi wird, „anscheinend aufgrund ärztlicher Tätigkeit außerhalb seiner Heimatstadt“ Parma, „Ehrenbürger von Ferrara“.[14][15]

#### Kirchenstaat
- Der flämische Komponist, Sänger und Musiktheoretiker Guillaume Dufay, der spätestens zwischen Frühjahr 1427 und März 1428 in den Diensten von Louis Aleman in Bologna stand, verlässt im zweiten Halbjahr 1428[16] Bologna und geht nach Rom. Ab Dezember 1428 ist er ein Mitglied der cantores capelle pape in Rom. Diese Position wird er mit einer zweijährigen Unterbrechung bis Mai 1437 bekleiden.[17][18]
- Gualterius Libert ist im Dezember 1428 – wie Guillaume Dufay und Philippe Foliot – Mitglied der päpstlichen Kapelle in Rom.[19][20]

#### Republik Venedig
- Der italienische Musiktheoretiker, Mathematiker und Arzt Prosdocimus de Beldemandis lehrt von 1422 bis zu seinem Tod 1428 an der Universität Padua „verschiedene Fächer, darunter Astrologie, Astronomie, Mathematik ... Philosophie, Künste und Medizin.“[21]
- Der Komponist Arnold Lantins hält sich im März 1428 in Venedig auf. Dies geht aus Anmerkungen zu zwei seiner Lieder hervor.[22][23]

### Königreich England
- Der englische Kirchenmusiker und Komponist Robert Dryffelde, der ab 9. November 1424 als Chorvikar der Kathedrale von Salisbury tätig ist und dieses Amt bis 1468 innehat, ist von 1428 bis 1435 zusätzlich als Chorlehrer beschäftigt.[24][25]
- Der englische Komponist John Dunstable ist vermutlich seit 1427 canonicus und musicus in Diensten des Herzogs von Bedford, der nach dem Tod seines Bruders, König Heinrichs V., von 1422 bis 1435 Regent von Frankreich ist. Gleichzeitig dürfte er von 1427 bis 1436 auch im Dienste der Königin Johanna von Navarra gestanden haben.[26]
- Der englische Komponist N. Sturgeon ist von 1413 bis 1452 Mitglied der königlichen Kapelle. 1428 wird er Subdekan.[27]

### Königreich Zypern
- Der französischer Sänger, Komponist und Schreiber Jean Hanelle, der von 1411 bis 1422 für Charlotte von Bourbon, Königin von Zypern, tätig war, wird am 4. August 1428 in einem päpstlichen Register als Kandidat für die scribendaria der Kathedrale von Nikosia genannt.[28]

## Kompositionen und Schriften
- Arnold Lantins[23]
  - Quant je mire vos doulce portraiture, 1428 (Rondeaux)
  - Se ne prenés de moy pité, 1428 (Rondeaux)

## Gestorben

### Genaues Todesdatum unbekannt
- Prosdocimus de Beldemandis, italienischer Astronom, Mathematiker und Musiktheoretiker (* 1380)[29]

### Gestorben nach 1428
- Cameraco, Komponist (* vor 1400)[30]
- Johannes Franchois de Gemblaco, Komponist (* vor 1418)[31]
- Johannes Symonis Hasprois, französischer Komponist (* vor 1378)[32]
- Franchois Lebertoul, franko-flämischer Komponist (* vor 1409)[33]
- Gualterius Libert, Komponist (* vor 1423)[19][20]